# Mario Gómez
Mario Gómez García (født 10. juli 1985 i Riedlingen, Vesttyskland) er en tysk fodboldspiller, der spiller for VfB Stuttgart. Han kom dertil fra VfL Wolfsburg og Firenze-klubben ACF Fiorentina i den italienske Serie A. Han skiftede til klubben i sommerpausen i 2013, og han havde tidligere spillet i FC Bayern München og VfB Stuttgart. Med Stuttgart vandt han det tyske mesterskab i 2007. I Bayern München blev han ligeledes tysk mester i 2010, hvor det også blev til sejr i DFB-Pokalen.
Gómez' ikke-tyske navn skyldes hans fars spanske afstamning, og Gómez besidder også et spansk statsborgerskab. Mario Gómez er gift med Carina Wanzung.

## Landshold
Gómez står (pr. juli 2016) noteret for 68 kampe og 29 scoringer for Tysklands fodboldlandshold, som han blandt andet repræsenterede ved EM i 2008 og VM i 2010. Han spillede sin første landskamp den 7. februar 2007 i en kamp mod Schweiz.
Ved Europamesterskabet i fodbold 2012 scorede han tyskernes tre første mål i turneringen. Han var ikke med i landets trup til Verdensmesterskabet i fodbold 2014, hvor Tyskland vandt guld, men kom tilbage til EM i 2016.

## Titler
Bundesligaen
- 2007 med VfB Stuttgart
- 2010 og 2013 med Bayern München

DFB-Pokal
- 2010 og 2013 med Bayern München

DFL Supercup
- 2010 og 2012 med Bayern München

UEFA Champions League
- 2013 med Bayern München